# ZMIZ1
ZMIZ1‏ (Zinc finger MIZ-type containing 1) هوَ بروتين يُشَفر بواسطة جين ZMIZ1 في الإنسان.